# トラック野郎・男一匹桃次郎
『トラック野郎・男一匹桃次郎』（トラックやろう・おとこいっぴきももじろう）は、1977年（昭和52年）12月24日公開の日本映画。菅原文太主演、東映製作・配給による「トラック野郎シリーズ」第6弾。
12億1800万円の配給収入を記録、1978年（昭和53年）の邦画配給収入ランキングの第5位となった。

## ストーリー
早朝の砂浜。一番星号からは一番星こと星桃次郎（菅原文太）、ジョナサン号からはヤモメのジョナサンこと松下金造（愛川欽也）が起きてくる。桃次郎は和食、ジョナサンは洋食と、対照的な食事を取り、出発する。熊本に渡ると、運転しながら一升瓶に小用する二人。ランニングをしている女子生徒のグループに遭遇すると、缶ジュースを次々と投げて差し入れする。二人組の警官（桂歌丸、4代目三遊亭小円遊）には、例の一升瓶を差し入れた。
青果市場でザボンを積み込む二人の前に、何者かに追われた花電車こと花山電吉（左とん平）が現れる。成り行きで匿った二人は、追っ手の一団と大立ち回りをし、トラック野郎たちも巻き込んでしまう。桃次郎たちは勝利したが、一番星号の星型の飾りを、どこかの子供（多田よしつぐ）に持ち去られてしまう。
花山は「お礼に」と、おかね（野村昭子）の経営するドライブイン「唐津乙女」に案内。女将の息子で料理長を務める毒島一郎（湯原昌幸）が腕を振るったフグ料理をご馳走になるが、桃次郎は運悪く当たってしまい、解毒のために首まで地面に埋められてしまう。ここで桃次郎は、女子大生・小早川雅子（夏目雅子）に遭遇、またしても一目ぼれしてしまった。
花山から「雅子は剣道3段」と聞かされるや、桃次郎は腕前を示すべく道場破りに赴く。しかし腕は雲泥の差で、あえなく敗退。再勝負のために山篭りを行うことに。その最中、川に流された桃次郎は、子連れ狼こと袴田太一（若山富三郎）に助けられる。彼の息子・隼人は、一番星号の飾りを持ち去った子供だった。それを聞いた太一は、飾りを返すように促す。彼は装飾を拒み、乗っているトレーラーも黒一色という代物だった。
道場に戻った桃次郎は再試合を申し込む。ボロボロの衣服をまとっているものの、その心意気を見抜いた雅子は、桃次郎を讃え、竹刀を交えることはなかった。
翌日。鹿児島で行われる剣道大会に参加する雅子を送ろうとした桃次郎だったが、彼女は太一のトレーラーで既に出発していた。追いついた桃次郎は太一を罵り剣道勝負を申し込むが、実は雅子の姉の夫が太一である、と紹介され、事なきを得る。袴田家は借金で苦労し、妻の由紀は家を出ていってしまったのだった。
その頃、ジョナサンは東京のスナック「寄生木」に通いつめていた。ママの和代（浜木綿子）に入れあげていたのである。「独身だ」とウソをついていたことを桃次郎にバラされたジョナサンは、「離婚してやる」と口走ってしまう。しかし、折悪しく君江（春川ますみ）と幸之助（梅地徳彦）が尾行しており、一部始終が筒抜けになっていた。松下家の危機。桃次郎と和代は協力して一芝居打ち、なんとか一家は仲直りする。
松下家が元の仲睦まじさを取り戻した記念に、桃次郎、雅子、隼人、ジョナサン一家は九州観光に赴く。阿蘇国立公園、唐津くんちを見た後で花山と再会。誘われて「餅すすり大会」に参加する。餅すすり大会の行司は神主（笑福亭鶴光）。5年連続優勝中のばってん婆さん（ばってん荒川）は強敵だったが、桃次郎は勝利し、賞金の50万円を得る。しかし花山が持ち逃げしたため、追跡を敢行。だが運悪く白バイ警官・桜野大門（堺正章）に逮捕されてしまい、免停30日を言い渡される。教習所では居眠りし、教官の鬼塚（長門勇）の言葉を勘違いし、別の教官（誠直也）に投げ飛ばされてしまった。　
雅子には結婚の約束をした相手がいた。大学の先輩・村瀬薫（清水健太郎）である。だが村瀬の実家が経営する工場が破産。借金が村瀬家に重く圧し掛かっていた。薫はブラジルに渡る計画を立てるが、雅子は承知せず、将来の約束は反故になりつつあった。
免停中の桃次郎は「唐津乙女」でウエイトレスをしていたが、トラック仲間に働きかけ、隼人の母親を探していた。太一はそれを知ると「余計なことだ」と突っぱね、桃次郎と乱闘になってしまう。その最中、隼人が熱で倒れ、うなされながら母親を求めたことから、太一は動揺する。
ジョナサンは九州旅行の写真を「寄生木」に持ち込む。ママの和代は写真を見ていく内に、隼人の姿を目に留め、涙を見せてしまう。その様子を見たジョナサンは、和代が由紀であることを見抜くのだった。
ジョナサンからの知らせで、太一は上京し、和代＝由紀の元に訪れる。しかし、由紀は「借金を返すために汚れた自分には、母親の資格はない」と申し出を突っぱねた。引き下がる太一。桃次郎は子供の立場から説得し、由紀は思い直した。
今度は由紀が九州に出向き、隼人の前に姿を現す。いきなりの出来事に驚き、隼人は駆け出してしまう。うっかり車道に飛び出したため、トラックに轢かれそうになる隼人。それを由紀が身を挺して庇ったため、隼人は事なきを得たが、由紀は意識不明の重傷を負う。病院に駆けつけた太一は、隼人名義の貯金通帳にコツコツ貯めていた由紀の心を知り、家族3人でやり直すことを決意する。
桃次郎はジョナサンの薦めもあり、結納の品を持参して雅子の元に向かう。だが、雅子は村瀬薫からの別れの電話を受けたばかりでオロオロと涙を流していた。「今日、ブラジルに旅立つ」、村瀬はそう告げていたのだった。自身の失恋を省みず、桃次郎は雅子を一番星号に乗せ、村瀬のいる鹿児島空港に向かう。だが、免停が解けるのは明日だった。そのリスクを承知でハンドルを握る桃次郎。
追跡するパトカー。蹴散らす一番星号。だが追っ手は尽きない。賞金を持ち逃げした花山は「豚道一直線」を掲げるトラック野郎になっていた。「後は任せろ！」と、荷台の豚たちを路上に下ろし、足止めする花山。太一も、隼人と由紀を同乗させ、桃次郎たちを助けるべく無線でサポートしつつ疾走する。その他、大勢のトラック仲間の援護もあり、一番星号は無事に雅子を送り届け、若い二人は再会し、共にブラジルへ行くことを誓うのだった。

## スタッフ
- 監督 - 鈴木則文
- 企画 - 高村賢治、天尾完次
- 脚本 - 鈴木則文、掛札昌裕
- 音楽 - 津島利章
- 主題歌 - 菅原文太、愛川欽也（東芝EMI/東芝レコード[2]）
  - 一番星ブルース（作詞:阿木燿子 / 作曲:宇崎竜童 / 編曲:ダウン・タウン・ブギウギ・バンド）
- 挿入歌 - 野村勝夫（CBSソニー）
  - 北の浪漫（作詞・作曲:八代英太）
- 撮影 - 飯村雅彦
- 照明 - 川崎保之丞
- 録音 - 広上益弘
- 美術 - 桑名忠之
- 編集 - 田中修
- スチール - 遠藤努
- 助監督 - 桶湯通夫、澤井信一郎
- 企画協力 - （株）カントリー
- 協力
  - 唐津市
  - 唐津曳山取締会
  - 社団法人唐津観光協会
  - 唐津市旅館協同組合
  - 鹿児島サンロイヤルホテル
  - アートトラックグループ哥麿会
- 現像 - 東映化学
- 製作 - 東映

## 出演
- 星桃次郎（一番星） - 菅原文太
- 松下金造（やもめのジョナサン） - 愛川欽也
- 小早川雅子 - 夏目雅子
- 村瀬薫 -  清水健太郎
- 松下君江（母ちゃん） - 春川ますみ
- 毒島一郎 - 湯原昌幸
- 花山電吉（花電車） - 左とん平
- 写真屋 - 南利明
- 神主 - 笑福亭鶴光
- 法尾守男（警官） - 桂歌丸
- 無井無策（警官） - 4代目三遊亭小円遊
- ばってん婆さん - ばってん荒川
- 愚連隊 - 佐藤京一
- 南州丸 - 団巌
- パトカーの警官 - 市川好朗
- 世話人 - 河合絃司
- 医師 - 大木晤郎
- 関東無宿 - 武藤章生
- 横綱 - 佐藤晟也
- 地獄丸 - 相馬剛三
- 愚連隊 - 日尾孝司
- 市場の事務員 - 野村勝夫
- 唐津丸 - 須賀良
- 村瀬の隣人 - 山田光一
- 不知火丸 - 奈辺悟
- 有明無情 - 清水照夫
- 歌麿 - 宮崎靖男
- 薩南無情 - 青木卓司
- 津軽富士 - 桐原信介
- 大阿蘇 - 沢田浩二
- 久留米の虎 - 幸英二
- きりしま丸 - 亀山達也
- 佐賀錦 - 宮地謙吾
- 遠州丸 - 城春樹
- 支配人 - 比良元高
- 愚連隊 - 司裕介
- 愚連隊 - 大前田武
- 桜島 - 宮城健太狼
- 夜の貴公子 - 奥村慎吾
- 愚連隊 - 高橋利道
- 草千里 - 津野途夫
- テル美 - 叶優子
- ナオ美 - 城恵美
- アケ美 - 相川圭子
- イサ美 - 小山由紀
- 山本緑
- てる代 - 水谷亜希
- 市川清美
- 北都智和
- 佐野美智子
- 知子 - 山本智子
- 松下幸之助 - 梅地徳彦
- 松下幸次郎 - 梅津昭典
- 松下美智子 - 白取雅子
- 松下華子 - 菊地優子
- 松下幸三郎 - 大久保純
- 松下サヤ子 - 吉田利香
- 松下由美 - 角所由美
- 松下幸四郎 - 東剛
- 松下幸五郎 - 東力也
- 松下幸六郎 - 吉田絵理
- 袴田隼人 - 多田よしつぐ
- 小早川作左衛門 - 加藤嘉
- おかね - 野村昭子
- 教習所教官 - 誠直也
- 鬼塚 - 長門勇（友情出演）
- 桜野大門（白バイ警官） - 堺正章
- 袴田由紀（和代） - 浜木綿子
- 袴田太一（子連れ狼） - 若山富三郎
- 以下ノンクレジット
  - ドライブインの客 - 清水國明[3]
  - ドライブインの客 - 清水クーコ[4]
  - 教習所教官 - 山浦栄、木村修[要出典]
  - 世話人 - 泉福之助、高野隆志、佐川二郎[要出典]
  - 世話人・土木作業員 - 美原亮[要出典]
  - 運転手・教習所講習生 - 大島博樹[要出典]
  - 運転手 - 吉宮慎一[要出典]
  - とし江 - 佐来田晴美[要出典]

## 備考
音楽
本シリーズのBGMは10作中8作を木下忠司が担当しているが、本作は津島利章、第3作『トラック野郎・望郷一番星』は菊池俊輔が担当している（菊池は木下の弟子に当たる）。
松下家の子供たち
次作『トラック野郎・突撃一番星』には君江（春川ますみ）ともども登場しない。第8作『トラック野郎・一番星北へ帰る』では総入れ替えとなっているため、梅地徳彦（長男・幸之助）、梅津昭典（次男・幸次郎）ら初代キャストが見られるのは本作が最後となる。
投げ技
桜野大門（堺正章）が桃次郎を背負い投げで投げ飛ばしているが、予告編では横手投げのような投げ技となっている（桃次郎も独楽のような横回転になっている）。
ライバルのトレーラー
子連れ狼こと袴田太一（若山富三郎）のトレーラーは黒一色で装飾がなかったが、桃次郎と和解後のクライマックスでは、各種行灯を装備していた（「子連れ狼」、「薩摩」、「隼人」、「冥府魔道」など）。
準備稿
『トラック野郎 危機一発』というタイトルの準備稿（澤井信一郎・田中陽造脚本）の存在が確認されている。
DVD
2003年、全国で開催された夏目雅子を偲ぶ「永遠の夏目雅子展」を訪れた岡田茂（当時東映相談役）が「ウチの映画（東映の夏目出演映画）は、まだDVDになっとらんのか」と"ツルの一声"を発し急遽、夏目の出演している『二百三高地』、『大日本帝国』とともに、夏目がマドンナを務める本作が他の『トラック野郎シリーズ』作品より早く一本だけ同年12月初DVD化されている。

## 同時上映
『こちら葛飾区亀有公園前派出所』
- 原作：山止たつひこ（秋本治）／脚本：鴨井達比古／監督：山口和彦／主演：せんだみつお
- 『こち亀』初の映画作品。
- 当初この枠は、清水健太郎主演で『紅の翼』の製作を決定していた(ボクサー (1977年の映画)#影響）。事情で製作中止になったため本作が急ぎ製作され、清水は『トラック野郎・男一匹桃次郎』に出演した。